# 지에구 마우리시우
디에고 마우리시오(1991년 6월 25일 ~ )는 브라질 출신의 축구 선수로서 포지션은 공격수이다. 현재 인도 리그의 오디샤 FC 소속이다. K리그 시절 등록명은 '디에고'였다.